# Tonga
Tonga, plným názvem Království Tonga, je stát v Oceánii. Království se rozkládá na souostroví Tonga v jižním Pacifiku. Skládá se ze 177 různě velkých ostrovů; 36 z nich je obydlených. Největším ostrovem je Tongatapu s rozlohou 257 km². Leží cca na 1/3 cesty mezi Novým Zélandem a Havají. Souostroví se táhne v severojižně orientovaném pásu dlouhém asi 800 km. Nejsevernější ostrov leží necelých 300 km od Samoy. Na západě se nachází asi 500 km daleko Fidži, na východě leží po 450 km Niue a po 1100 až 1500 km Cookovy ostrovy. Nový Zéland leží 1770 km na jihojihozápad.
Tonžané jsou potomky polynéských námořníků, kteří tuto oblast pravděpodobně osídlili zhruba kolem 10. století př. n. l. V roce 1616 obeplul část ostrovů nizozemský mořeplavec Jacob Le Maire. Na ostrovech však přistál až Nizozemec Abel Tasman v roce 1643. Roku 1773 a 1777 je navštívil Brit James Cook a nazval je Přátelské ostrovy, protože ho zdejší obyvatelé při jeho návštěvě srdečně přivítali. V 19. století tu zuřila občanská válka, při níž bojovaly o moc různé skupiny ostrovanů. Boje skončily v roce 1845, kdy byly ostrovy sjednoceny v jediné Tonžské království. V letech 1900 až 1970 byla Tonga pod nadvládou Velké Británie, přestože místní králové a královny stále hráli důležitou roli ve vnitřních záležitostech země. V roce 1958 byla rozšířena autonomie a roku 1970 byla vyhlášena nezávislost. Po vyhlášení nezávislosti zůstala Tonga královstvím v rámci britského Společenství národů, což je sdružení nezávislých států, jež kdysi tvořily součást britského impéria. V posledních letech došlo ke zlepšení styků mezi jednotlivými ostrovy a k rozvoji turistiky. Obyvatelé souostroví Tonga, Tonžané, jako samostatný polynéský národ v počtu asi 100 tisíc lidí, se sice teprve formují, ale svou zeměpisnou polohou a historickým významem mají centrální úlohu a jsou nyní příkladem ostatním polynéským etnikům.

## Historie
Z analýz keramiky metodou rozpadu uhlíku 14 L. M. Grube ukázala, že prvním obydleným ostrovem polynéských ostrovů byl ostrov Tongatapu, a to již v letech 1140 př. n. l. (Groube 197 1 :303). Archeologické důkazy ukazují, že první osadníci souostroví Tonga připluli z blízkého souostroví Santa Cruz, jež je částí Šalomounových ostrovů, jako část původní populace hovořící austronéskými jazyky kultury Lapita. Lapita je název pro původní kulturu Tichomoří doloženou archeologickými nálezy v roce 1952. Samotný název je zřejmě zkomoleninou výrazu xaapeta (znamenající „vykopat jámu“) z místního jazyka souostroví Nová Kaledonie.
Od 12. století se Tonžané a tonžanský nejdůležitější náčelník Tu'i Tonga velice proslavili v celé oblasti Polynésie, proto někteří historici mluví o tomto asi 400 let dlouhém období jako o období Tongánské říše. I když síť spolupracujících námořníků, navigátorů, náčelníků a dobrodruhů by možná mohla být lepším termínem. Je nejasné, zda náčelníci z jiných ostrovů přicházeli na Tongu pravidelně uznávat jejich suverenitu. Archeologické nálezy ukazují, že Tonžané často cestovali do vzdálených míst v Mikronésii na Fidži a dokonce na Havaj. Byli vůdčí silou známou po celém Pacifiku pro zastrašující zvuk jejich velkých bubnů s blánou z hovězí kůže, pro jejich vyhlášené námořnické umění, ale ze všeho nejvíc pro svou tělesnou velikost. Obrovská velikost některých jejich trůnních stolic ukazuje na to, že válečníci a králové dosahovali průměrné výšky přes 6 stop (cca 2 metry), některé dokonce i na 7 stop. Většina slavných válečných konfliktů byla s obyvateli Samoa, kteří byli častým cílem válečných nájezdů Tonžanů. K různým ozbrojeným a válečným střetům docházelo poměrně často. Tonga vládla Samoi po čtyři sta let.
V 15. století a opětovně v 17. století vypukla občanská válka. Oba incidenty měly co dělat s příjezdem prvních Evropanů. V roce 1616 projeli kolem ostrovů holandští objevitelé Willem Schouten a Jacob Le Maine. První, kdo přistál na ostrovech, byl ale v roce 1643 Abel Tasman, který objevil v oblasti Tichomoří řadu území. Nejvýraznějším Evropanem v této době byl ale anglický kapitán „všudybyl“ James Cook. Navštívil Tonga opakovaně v letech 1773, 1774 a 1777 a nazval Tonga „přátelskými ostrovy“.
V roce 1799 byl čtrnáctý pokračovatel trůnu Tuku’aho zavražděn, což uvrhlo Tongu na padesát let do občanské války. V roce 1845 byly ostrovy spojeny do společného Polynéského království mladým válečníkem, stratégem a řečníkem Tāufaʻāhau, který se přejmenoval na krále Georga Tupoa I. a stal se tak zakladatelem královského rodu, který vládne dodnes.
Tongánský král panuje doživotně, královský titul je dědičný. Dlouholetou hlavou státu (1965–2006) byl král Taufa’ahau Tupou IV. Po jeho úmrtí v září 2006 nastoupil na trůn jeho syn Siaosi Tāufa’āhau Manumataongo Tuku’aho Tupou V., v angličtině uváděn též jako George Tupou V. Tento král se narodil v roce 1948, korunním princem byl jmenován v roce 1966, v letech 1979 až 1998 byl ministrem zahraničních věcí. Je svobodný, má jedno dítě (dceru, která nebude moci zdědit trůn). Král Siaosi ‘George’ Tupou V. složil královskou přísahu 11. září 2006. Formální korunovace se měla konat v roce 2007, po nepokojích z konce roku 2006 však bylo oznámeno, že král se hodlá nejprve soustředěně věnovat rekonstrukci poničeného hlavního města, korunovace byla odložena na 1. srpen 2008. Král Tupou V. zemřel v roce 2012.
V roce 1875 s pomocí misionářky Shirley Baker bylo vyhlášeno souostroví Tonga za konstituční monarchii, osvobozeni nevolníci, kodifikováno právo, držba půdy, deklarována svoboda tisku a omezena moc náčelníků. Tonga se stala britským protektorátem v roce 1900 tzv. „Paktem přátelství“. V této době se pokusili evropští osadníci a znesváření náčelníci vypudit krále ze země. „Pakt přátelství“ přestal platit v roce 1970, kdy se Tonga stala součástí britského Commonwealthu. V roce 1999 se stala členem Organizace spojených národů a tongánští vojáci se účastní mírových misí OSN. Tonga v zásadě nikdy neztratila svou místní („domorodou“) vládu, což je v oblasti Pacifiku výjimečný jev a Tonžané jsou na něho náležitě hrdi, stejně jako na svou monarchistickou tradici.
V roce 2006 zasáhlo Tongu zemětřesení, které mělo sílu 8,0 a zranilo jednoho člověka.

## Státní symboly

### Vlajka
Tonžská vlajka je tvořena červeným listem o poměru stran 1:2 s bílým kantonem, ve kterém je červený, zkrácený, středový kříž.
Vlajka byla roku 1866 změněna pro svou podobu s vlajkou nově vzniklého Mezinárodního červeného kříže.

### Znak
Tonžský znak je tvořen čtvrceným štítem – v prvním, zlatém poli tři stříbrné šesticípé hvězdy; ve druhém, červeném poli zlatá koruna; ve třetím, modrém poli letící, stříbrnou holubicí ve čtvrtém, zlatém poli trojice zlatých mečů. Srdeční štítek je tvořen šesticípou hvězdou s červeným křížem. Za štítem jsou dva zkřížené, tonžské prapory s listem v podobě plamene. Nad znakem je zlatá, královská koruna,obklopená dvěma zelenými větévkami místní dřeviny inokarpu (Inocarpus fagifer). Štít je orámován zlatou kartuší, pod ním je stříbrná stuha s černým mottem „KOE ʻOTUA MO TONGA KO HOKU TOFIʻA“ (česky Bůh a Tonga jsou mým dědictvím).

## Geografie
Tonga je království rozkládající se na souostroví Tonga v jižním Pacifiku, cca na 1/3 cesty mezi Novým Zélandem a Havají. Souostroví se táhne v severojižně orientovaném pásu dlouhém asi 800 km. Nejsevernější ostrov leží necelých 300 km od Samoy. Na západě se nachází asi 500 km daleko Fidži, na východě leží po 450 km Niue a po 1100 až 1500 km Cookovy ostrovy. Nový Zéland leží 1770 km na jihojihozápad.
Největším a nejlidnatějším ostrovem je ostrov Tongatapu velký 257 km². Kromě něj se souostroví skládá ještě ze dvou skupin sopečných a korálových ostrovů Ha'apai a Vava'u a menších oddělených ostrovů na severu. Celé souostroví zahrnuje celkem 172 ostrovů a ostrůvků, z toho 36 obydlených. Západní řetězec ostrovů je hornatý, převážně sopečný, nejvyšší bod je ostrově Kao 1 030 m n. m., východní se skládá z atolů.
V roce 2015 se k aktivitě probudila podmořská sopka Hunga Tonga – Hunga Haʻapai. Dne 15. ledna 2022 došlo k masivní erupci sopky Hunga Tonga – Hunga Haʻapai, nejintenzivnějšímu výbuchu 21. století, který byl slyšitelný až na Aljašce ve vzdálenosti 9 978 kilometrů Oblak sopečného popela vystoupal do výšky 20 kilometrů. Výbuch vyvolal vlnu tsunami dosahující výšky výšky kolem 1 metru, která zasáhla hlavní město Nuku'alofa a poté se šířila napříč Tichým oceánem.

## Podnebí
Ostrovy mají tropické podnebí s vydatnými srážkami, 2 600 mm na severu, 1 700 mm na jihu. Teploty se pohybují od 25 °C do 29 °C. Zvláště severní ostrovy jsou postihovány ničivými orkány. Organizace spojených národů podle svých měření již několik desetiletí označuje oblast jižního Tichomoří za území s nejčistějším ovzduším na zemi.

## Politika

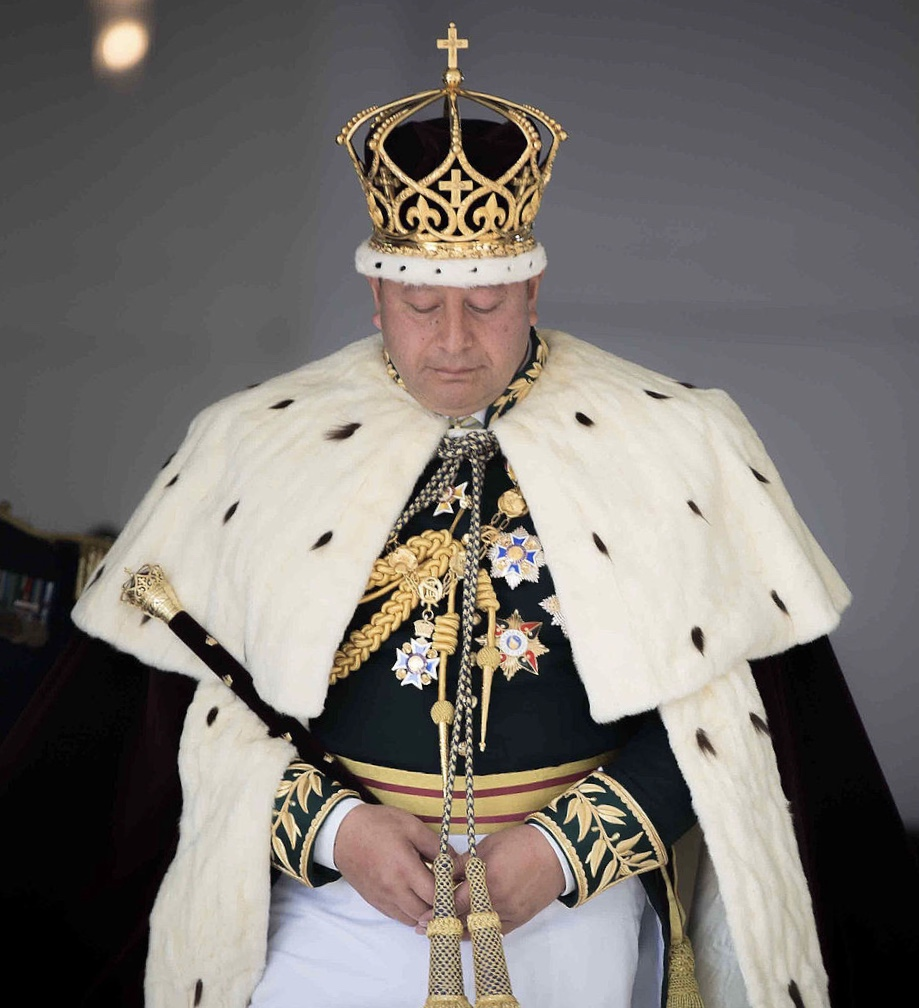
Současný král Tongy Tupou VI.

Stát Tonga, nacházející se v polynéské pacifické oblasti, je konstituční monarchií, s parlamentem a předsedou vlády. Tonga ihned po vyhlášení nezávislosti dne 4. června 1970 vstoupila do britského Společenství národů. V roce 1976 Tonga navázala diplomatické vztahy se SSSR. Tonga rozvíjí dobré vztahy s USA. V roce 2003 Tonga podpořila koaliční akci v Iráku a následně byl v Iráku nasazen 45členný tonžský kontingent (červen až prosinec 2004). Tonga ale zejména udržuje blízké vztahy s regionálními pacifickými mocnostmi – Austrálií i Novým Zélandem. Austrálie a Nový Zéland financují Tonga Business Recovery Facility (s rozpočtem 6,5 mil. AUD) na překonání následků nepokojů z vládní krize v roce 2006.
První tenze mezi občany a vládou nastaly v roce 2003, kdy vláda omezila svobodu tisku s cílem uchránit dobrý obraz krále a tradiční kulturní hodnoty. Proti novému zákonu se zvedla do té doby nevídaná vlna odporu – několikatisícový protestní průvod v hlavním městě a výzva poslance (a králova synovce) Tu’ipelehake k zahraničnímu tlaku na tonžskou vládu s cílem demokratizovat politický systém. Výzvu podpořilo 7 z 9 volených členů parlamentu (People's Representatives, PRs). V květnu 2005 proběhly v hlavním městě velké demonstrace. Do ulic vyšlo 10 tisíc lidí, tj. více než desetina obyvatel celé země, a požadovalo demokratické reformy. Občanské nepokoje vedly k ustavení Národního výboru pro politickou reformu pod vedením poslance Tu’ipelehake/ho, která začala posuzovat návrhy na změny ústavy. Práci výboru financovala Austrálie a Nový Zéland.
Kritika vladaře se nikdy neslučovala s tonžskou kulturou a etiketou. V zemi existuje prodemokratické reformní hnutí s cílem většího občanského zastoupení v parlamentu a většího vlivu občanů na veřejné instituce. Svržení monarchie ovšem není cílem žádného z reformátorů. Předchůdce současného monarchy král Tupou IV. podporoval tržní ekonomické vztahy, reformoval školství a zdravotnictví podle zahraničních zkušeností a obyvatelstvu přiblížil některé technické vymoženosti 20. století; učinil však ekonomická rozhodnutí, která poškodila ekonomiku země. Problematická byla též praxe prodeje tonžských pasů zejména čínským obchodníkům (což přineslo závazky vůči držitelům těchto pasů a etnické napětí na Tonze).
Po králi Taufa’ahau Tupou IV., který zemi vládl více než 40 let (zemřel 10. září 2006), nastoupil na tonžský trůn jeho syn Siaosi ‘George‘ Tupou V. Ten ještě v posledních letech vlády svého otce připravoval hluboké reformy státního systému směřující k demokratizaci země. V letech 2005 až 2007 se tak na Tonze odehrálo víc změn a podstatných událostí než za předchozích 170 let panování dynastie Tupou. Vrcholem demokratizačních změn bylo jmenování několika neurozených členů vlády a dokonce ustavení jednoho z nich předsedou vlády v březnu 2006. Po smrti krále Tupou IV vycítila část politiků příležitost ke změně mocenských poměrů. 16. listopadu 2006 pod hlavičkou demonstrace za urychlení přechodu k demokracii rozpoutali předem připravené nepokoje, které přerostly v rabování čínských obchodů a vypálení velké části centra hlavního města. Zahynulo osm lidí, popelem lehly zejména nemovitosti vlastněné předsedou vlády, králem Tupou V. a jejich příbuznými.
Dne 29. července 2008 se panovník malého tichomořského království Tonga rozhodl ve prospěch parlamentu vzdát části svých pravomocí, což bude znamenat konec jedné z mála posledních téměř absolutistických monarchií na světě. O oznámení královského mluvčího informovala agentura AP.

## Administrativní členění

Tonžské ostrovní skupiny

Tonga se správně člení na 5 ostrovních skupin (divisions):
- ʻEua
- Haʻapai
- Niuas (Ongo Niua)
- Tongatapu
- Vavaʻu

## Kultura

### Populace
Populace těchto oblastí byli a z jisté části stále jsou jedněmi z nejizolovanějších skupin lidí na planetě. Před vpádem Evropanů od šestnáctého století udržovaly místní „národy“ kontakty hlavně mezi přilehlými ostrovy a i přesto, že například norský dobrodruh a částečně i antropolog Thor Heyerdahl se dlouhodobě snažil dokázat kontakty obyvatel Tichomoří se vzdálenou Jižní Amerikou, archeologické nálezy z ostrovů Polynésie a Mikronésie nasvědčují spolehlivě pouze rozvinutým obchodním vztahům a častým válečným střetnutím právě jenom mezi obyvateli tichomořských ostrovů. V sedmnáctém století byly některé ostrovy poměrně hustě osídlené a daly se co do počtu usedlíků poměřovat s některými většími evropskými městy.

### Gender
Zajímavou kapitolou je vnímání lidí s odlišnou sexuální orientací v tradičním evropském smyslu. V celé oblasti Tongy a přilehlých ostrovů se objevují různé strategie pro institucionalizaci těchto lidí ve společnosti. Výzkumníci jako francouzský badatel Louis Antoine de Bougainville nebo Angličané James Cook a William Bligh zaznamenali existenci homosexuálních nebo transgenderových jedinců v populacích, se kterými přišli do kontaktu. Byli poměrně zaskočeni tím, jak byl výskyt lidí s odlišnou sexuální demonstrací v Polynésii zjevný.
Minimálně tři různá pojetí genderu byly zaznamenány u populací na Tahiti, Fidži, Novém Zélandu, Havaji, Tonze, Samoi, Tuvalu, Vanuatu apod. Na Tahiti se například muž představující ve svém životě ženu nazýval mahu. Na Havajských ostrovech, jehož obyvatelé odvozují příbuzenské vazby od Tahiti, se také vyskytovala instituce transgenderového muže nazývaného aikane, který se označoval jako „přátelský muž“ a který byl maskulinním typem homosexuála nebo bisexuála. Na Tuvalu bylo slovo pinapinaaine sustitutem pro mahu, a vyskytoval se i výraz fa’afafine pro transgenderovou ženu na Samoi a velice podobný výraz fakafefine na Tonze. Polynésský mahu pracoval a žil po boku žen a vynikal v tradičně ženských pracích. Musel hrát roli kastráta, ale důsledně si zakrýval genitálie, které si vyvazoval k pasu. Havajští muži aikane byli běžně využívání jako mužští sluhové, poslové, ochránci a důvěrníci královské třídy. Oba mahu i aikane byly vyhledáváni pro svůj výrazný taneční talent a obsazování při důležitých ceremoniích. Bisexualita byla poměrně běžným jevem v celé Polynésii a gayové a lesby se stávali intimními společníky některých vládců.

### Kultura Lapita
Klasická keramika kultury Lapita se datuje do období 1350–750 let př. Kr., lze jí najít na mnoha okolních souostrovích, na Nové Kaledonii, Vanuatu a oblasti ohraničující Fidži, Samou a Tongu. Pro keramiku je charakteristické zdobení skořápkami měkkýšů nebo pískem, minerály a sopečným sklem.
Existují doklady o domestikaci zvířat v době před naším letopočtem. Hortikulturální zemědělství bylo založeno především na kořenech rostlin a plodech ovocných stromů, v této oblasti velice důležitého a výživného taro a yamu, kokosových ořechů, plodů banánovníků a několika druzích chlebovníku. Tuto subsistenční strategii doplňoval rybolov a sběr měkkýšů. Lidé této kultury obchodovali s ostatními ostrovy sopečným sklem, sekyrami azde a skořápkami měkkýšů. Kultura Lapita byla usídlena ve velkých lagunách stejně jako při rozlehlých plážích na větších ostrovech. Ve vnitrozemí byly nalezeny pozůstatky pouze menších usedlostí při zdrojích sopečného skla (obsidiánu).
Kulturu Lapita stále obestírá rouška tajemství. Většina badatelů se shodne, že populace domigrovaly do oblasti Polynésie z jihovýchodní Asie před 5000 až 6000 lety. Migraci pravděpodobně podpořil růst populace v neolitu přímo související s z efektivním přechodem k jednoduchému zemědělství v oblasti dnešního Tchaj-wanu. Tento růst vytvořil jev, který se někdy nazývá „rychlík do Polynésie“. Některé archeologické nálezy dokládají, že Polynésané cestovali na dlouhé vzdálenosti skrze jak Melanésii, tak Polynésii. Tuto tezi doplňuje genetička Lis Matiko-Smis, jež zkoumala ostatky lidské kosterní soustavy Teouma, říká: „U tohoto pozůstatku lze nalézt partikulární genové mutace, které lze velice frekventovaně nalézt v celé Polynésii. Existuje 9 mutačních párů mitochondriální DNA, jež lze najít v nálezu z Teouma. Nicméně tento analyzovaný vzorek nevykazuje stejné mutace, které lze najít u 98 % procent populací žijících v dnešní době v Polynésii“. Jiným pohledem je přístup dua badatelů Roger Green a Peter Bellwood, kteří jsou zastánci „Triple-L modelu“, předpokládajícího, že Lapita se konstituovali z austronéské expanse procesem obtěžování místních společenství v Polynésii, inovací technologií a splynutím s již usídlenými populacemi v oblasti Tichomoří. Přímá spojitost mezi Lapita a pevninskou částí jihovýchodní Asie stále chybí.
Lidé kultury Lapita žili, obchodovali, válčili a provdávali se mezi sebou na ostrovech Tonga, Samoa a Fidži přes tisíc let, než se na tyto ostrovy vydali další objevitelé z východních Markéz, Tahiti nebo ostatních tichomořských ostrovů. Z těchto důvodů jsou Tonga, Samoa a Fidži popisovány většinou antropologů jako kolébka polynéské kultury a civilizace. Postupem času se stalo společenství na ostrově Tonga více usídlené. Na ostrovech však nebyli izolovaní. Museli čelit vlivům z vnějšku, které přicházely ve formě imperiálních aktivit nejdříve říše Tu’i Pulotu z Fidži a posléze expanzí říše Tu’i Manu’a ze Samoy. Ostrovům Tonga a jejím obyvatelům se postupně podařilo dostat se z vazalství říše Tu’i Manu’a a vytvořit vlastní zřízení. Tento obrat je datován kolem 950 n. l. a je spojen s mytickým předkem, válečníkem a králem ʻAhoʻeitu, synem boha Tangaloa ʻTangaloa ʻEitumatupuʻ a ženy lidského druhu ʻIlaheva Vaʻepopuaʻ. Stal se prvním králem Tonžské říše a stejnojmenné dynastie, která vládla od poloviny desátého století. Obecně se dá říci, že blízké kulturní a historické spojení mezi Fidži, Samoou a Tongou se týkalo vyšších vrstev společnosti, zahrnující výměnné sňatky mezi aristokratickými rodinami.

### Kava
Zvláštní místo v kultuře Tonžanů zaujímá pití jemně alkoholického nápoje kava, který má ve společnosti vysoce symbolickou dimenzi. Je to velmi rozšířený nápoj, který se pije při většině příležitostí, nicméně i na těch nejméně formálních úrovních je poměrně vyhraněně sociálně regulován a stratifikován. Nápoj je distribuován v několika barech v hlavním městě. Samozřejmě se dá dostat i jako hotový produkt v množství obchodů, které se prodejem alkoholických nápojů zaobírají. Jeho pozice je vnímána jako integrální kulturní jev. Jeho konzumace je vyhrazená především mužům. Ti tráví dlouhé chvíle jeho popíjením v barech, kam většinou nemají přístup ženy, ale existují i podniky „rodinného“ typu, kde se střídmě konzumuje i v kruhu rodinném při formálních či slavnostních příležitostech.
Kava stojí tak trochu mimo normalizovaná pravidla. Místně působící křesťanské církve se snaží potírat pití kavy a místní obyvatelé se tímto nařízením v zásadě řídí, s výjimkou konzumace v barech, které vnímají jako „neutrální území“. Tím se dostává jaksi mimo etickou rovinu, aniž by se nad tím někdo výrazněji podivoval. Tento jev je velice zajímavý a antropolog Charles F. Urbanowicz se jím detailně zabývá ve své stati Drinking in the Polynesian Kingdom of Tonga. Při antropologickém výzkumu tonžské společnosti by se velice rozšířený a oblíbený obřad pití kavy mohl stát „klíčovým symbolem“ (key symbol) pro analýzu nevědomých kulturních procesů a struktur s pomocí tzv. „klíčových metafor“.
Kava je většinou servírována mladou nezadanou dívkou. Kluby, kde se tento nápoj podává, si dávají záležet na tom, aby měla stále dostatek servírek. Nicméně, pokud nastane situace, že není vhodná dívka, která by je mohla obsloužit hosty, zhostí se této role jeden muž ze sešlosti (obvykle ten nejmladší). Ten je potom žertem nazýván kai kuli (eat dog). Je s podivem, jak nestrukturovaný dokáže být rituál pití kavy při neformálních setkání přátel v klubech a jak vysoce formalizovaný a hierarchizovaný je na státnické úrovni, při oficiálních státnických návštěvách apod. Urbanowicz zaznamenal tři interpretační kategorie konzumace kavy:
- fai kava – neboli také prostá kava, tak se označuje pití tohoto nápoje „běžnými lidmi“ v nijak významných situacích,
- clo nava – honosný termín používaný pro označení obřadu pití kavy vysoce postavenými lidmi ve společnosti,
- Taumafa kava – královský obřad kavy.

Především pro nejvyšší rituál pití kavy při Taumafa kava je v tonžské společnosti charakteristické, že společenské postavení je situačně relativizováno a určováno hierarchicky nejvýše postaveným jedincem při ceremoniálu. Je jím většinou král, který může při pití samovolně rozhodnout, komu nabídne kokosový šálek kavy jako druhému. Tím může být kdokoliv ze spolupřísedících, ať už je nominálně jeho postavení jakékoliv. U dalších dvou obřadů pití kavy, když se účastníci předem nedohodnou jaké je jejich relativní postavení při obřadu, snaží se důsledně vyhýbat hierarchizaci hostů. Vytváří se tak jistá liminární situace v Turnerovském smyslu slova, sociální hierarchie se v tomto okamžiku veselí a družného hovoru relativizuje. V původní společnosti souostroví Tonga bylo postavení v kruhu účastníků obřadu pití kavy determinováno na základě osobního postavení individua, kdežto dnes je toto situační postavení titulem určeným jeho místem usazení v kruhu účastníků obřadu, což můžu být předem domluveno, nebo se na něho vztahuje výše zmíněný mechanismus. Tématy neformálních kava setkání jsou obyčejné lidské řeči o čemkoliv, analogický proces potkávání se v restauračních zařízeních ve střední Evropě. Setkání u kavy je standardizovaná instituce, jak mluvit běžných i důležitých věcech, které se týkají rodinného nebo společenského života. Hraje důležitou roli při obřadech narození, smrti, svateb, narozenin a náboženských svátků. Obřad je také důležitý pro sociální organizaci tonžské společnosti. Pokud je někdo obdarováván nějakým titulem (uváděn do náčelnické pozice), anebo je titulu zbavován, děje se to v kruhu přísedících při popíjení nápoje kava. Ve chvíli, kdy přijme nový titul, stane se tak při symbolickém přijmutí šálku nápoje kava a jeho konzumací. Stalo se tak i v případě korunovace krále Taufa'ahua Tupou IV. v roce 1938.
Konsenzus a flexibilita byly v původní tonžské společnosti, jak ji zaznamenali cestovatelé a misionáři, klíčové koncepty mezi těmi, co měli moc a ovládanými. Jedinec, který se chtěl stát náčelníkem jisté skupiny lidí, musel mít souhlas jak těchto lidí, tak i okolních náčelníků. Obřad byl také nezbytnou součástí rozdělování půdy pro hospodaření. Obřad kava byl mechanismem, kterým si Tonžané dokázali udržet svou identitu tváří v tvář kulturnímu kolonialismu západu.
Urbanowicz shrnuje, že stálost a vytrvalost obřadu popíjení kavy, které je spojeno s klíčovými společenskými událostmi, vydrželo především z těchto důvodů: 1) všechny druhy obřadů popíjené kavy jsou mechanismem, kterým Tonžané udržují svou kulturní identitu, 2) popíjení kavy poskytovalo a stále poskytuje „bezpečný ventil“, jak uvolnit společenské stresy ze současných problémů, 3) popíjení kavy je jistou „schvalovací pečetí“ všech možných důležitých událostí vyskytujících se v životě Tonžanů a za 4) popíjení kavy je čistě tonžskou záležitostí oproti popíjení podobných nápojů připravovaných na okolních tichomořských ostrovech.

## Náboženství
První křesťanský misionář působící na ostrovech byl pravděpodobně Walster Lawry v roce 1822. V této době mnoho Tonžanů konvertovalo k protestantské nebo katolické víře. Protestantští misionáři zaznamenali setkání s „domorodci“ v roce 1822 takto: Dnes ráno jsme se setkali s domorodci při obřadu pití kavy a mluvili o míru. Maffe (mluvčí) řekl, že bílí lidé přišli jako špioni a jsou následování dalšími lidmi z Anglie, kteří by jim chtěli vzít Tongu pro sebe. „Pohleď“ řekl, „tito lidé se stále modlí k bohu Atuas, jako jiní misionáři modlí a jaké důsledky nám to přináší? Proč nás ničí války a všichni staří náčelníci byli zabiti? Malabow, jeden z lidí Malaboll, vyprávěl svůj sen, břemenem bylo, že náčelníci přišli minulou zpět z Boolotoo, a vidí je vzájemně spolu bojovat mimo jejich zahrady. „Co to znamená?“ Bylo jim odpovězeno, že jsou to bílí lidé. Řekl, že „bílí lidé se modlí za to, abychom všichni pomřeli“. Tímto více než kdy před tím vyjádřili svou nespokojenost s působením Evropanů.
Ostatní křesťanské denominace se začaly objevovat až později. Patří k nim Církev Ježíše Krista Svatých posledních dnů (mormoni), Adventisté sedmého dne a další. Právě k Církvi Ježíše Krista Svatých posledních dnů, jejíž misionáři na ostrovy přišli roku 1891, se však dnes hlásí polovina obyvatelstva, včetně prince Aty, který jako první z královské rodiny opustil tradiční Wesleyánskou církev.
Co se současnosti týče, tak Tonžané poměrně důsledně převzali monoteistické křesťanské náboženství od misionářů většiny křesťanských církví a sekt, které zde působí již od sedmnáctého století. I přesto, že královská rodina se počítá k metodistické církvi, v oblasti stále vytrvale přežívají některé instituce z původního náboženství populací nejen Tongy, ale celého jižního Tichomoří.

## Národnostní složení, etnické složení a etnické skupiny
- 98 % Tonžané (Polynésané)
- 1,9 % Evropané, Euronésané (míšenci), ostrované
- 0,1 % Číňané

Téměř dvě třetiny z asi 110 tisíc obyvatel žije na největším ostrově souostroví Tonga, Tongatapu. Nejpočetnější etnickou skupinu na souostroví tvoří Tonžané, téměř 98 %, následují je Evropané a míšenci Evropanů a místních obyvatel a obyvatelé okolních pacifických ostrovních států. Zajímavou menšinou je asi 200členné společenství obyvatel původně z Číny. I tomuto malému ostrovnímu státu se nevyhnul globální trend migrace lidí z rurálních venkovských oblastí do měst, nicméně i přesto, že v hlavním městě žije většina lidí celého souostroví, udržuje se ve venkovských osadách stále živá tradice původního kulturního života. Rybolov a pěstování hospodářských plodin jsou stále základními ekonomickými pilíři státu.

### Tonžané
Tonžané jsou potomky polynéských námořníků, kteří tuto oblast pravděpodobně osídlili zhruba kolem 10. století př. n. l. O jejich příchodu do oblasti existuje více teorií, převažuje však názor, že jsou potomky lidí, kteří do Polynésie domigrovali z jihovýchodní Asie (viz výše).

### Jazyky
Oficiálním jazykem Tongy je vedle angličtiny především tongánština (původní jazyk místních obyvatel). Celkově se na ostrovech užívá tří živoucích jazyků a jednoho zaniklého. Největší počet mluvčích má tongánština – 96 334 (1998). Mimo Tongu jím mluví také lidé v diasporách především na Americké Samoi, v Austrálii, Kanadě, Fidži, Novém Zélandu, Niue, USA a Vanuatu. Celková populace mluvící tímto jazykem je 105 tisíc lidí. Tento jazyk spadá do klasifikace: Austronesian, Malayo-Polynesian, Central-Eastern, Eastern Malayo-Polynesian, Oceanic, Central-Eastern Oceanic, Remote Oceanic, Central Pacific, East Fijian-Polynesian, Polynesian, Tongic. V jazyce existují dialektové odlišnosti podle osy sever-jih. S nejrozšířenějším dialektem Wallisian je lexikální podobnost 86%, s dalším samojským dialektem 66%.
Třetím používaným jazykem, tentokrát nikoliv oficiálním, je jazyk Niuafo'ou. Dle censu z roku 1981 jím mluví asi 690 obyvatel ostrovů. Jazyk spadá do Austronéské jazykové skupiny, malyo-polynéské větve tongických jazyků, oceánské větve, centrálně-východní větve, vzdálené oceánské větve, centrální tichomořské větve, východně fidžijsky-polynéské větve, nukleárních, mimosamojských jazyků. V současností zaniklým jazykem je Niuatoputapu, který je znám z několika slov zaznamenaných několika Evropany v 17. století. S největší pravděpodobností se dá říci, že zanikl ještě v době před 19. stoletím. Původní mluvčí tohoto jazyka nyní hovoří tongánsky. Jazykem Niuatoputapu se mluvilo hlavně na stejnojmenném ostrově, který je součástí souostroví Tonga, avšak je dlouhodobě trochu stranou kulturního a politického vlivu tonžské společnosti.
Například v osmdesátých letech zde prováděl výzkum archeolog Patrik V. Kirch, který se snaží analýzou nálezů keramiky doložit existenci „Ancestral polynesian society“. Mimo jiné dokládá námořní expanzi Tonžanů na tento ostrov, nejen na příkladu keramických nálezů ale také podobného způsobu získávání potravy a způsobu zemědělství. Tvrdí také, že lze jasně rozpoznat severní větev lapitské kultury, což lze doložit na nalezené keramice, jež lze nalézt také na Fidži a Samoi, což jsou oblasti hlavního výskytu této historické již zaniklé kultury.

## Hospodářství
Tonga je rozvojový zemědělský stát. Z plodin se sklízí kokosové ořechy, jamy, maniok, taro, batáty, zelenina a tropické ovoce, hlavně banány. V živočišné výrobě je významný chov prasat, koz, koní a skotu i rybolov. Vyváží se kopra, vanilka a banány.

## Zajímavosti
Průměrný roční přírůstek obyvatelstva je 2,0 % (odhad květen 2006).
Tonga se svého času proslavila názvem internetové domény, která odpovídá anglickému slovíčku to. Adresy webových stránek začínající welcome.to, go.to, switch.to, come.to, fly.to, listen.to, jump.to, surf.to, talk.to, travel.to apod. jsou dodnes oblíbené. V prostředí českého internetu je stále aktivní doména najdi.to. Nejnověji se na českém internetu objevily stránky vyrobsi.to, ukaz.to, uloz.to a nakup.to.
Tonžský panovník je zřejmě nejtěžším monarchou světa, váží 160 kg.
Ostrov Niuafoʻou je znám jako Plechovkový ostrov, protože pro neexistenci vhodného přístaviště byla veškerá pošta z ostrova a zpět na ostrov zapečetěna do plechovek a plavci (později kanoemi) dopravována na loď kotvící nedaleko ostrova. Takto se pošta dopravovala od přelomu 19. a 20. století až do roku 1983, kdy byla vybudována přistávací dráha (s výjimkou let 1946–1962, kdy bylo veškeré obyvatelstvo evakuováno kvůli sopečné aktivitě).
Tonžané mají poměrně významné diaspory v jiných zemích, a to jak v tichomořské oblasti, tak i v centrálních USA a jihovýchodní Asii. Velký počet především dospělých mužů jezdí pracovat na sezonní práce především na Nový Zéland (zemědělství) a do Austrálie (kde se kromě zemědělství jedná také o průmysl). Preferován je především Nový Zéland, je zde snazší pracovat díky liberálnějšímu právnímu prostředí a především v období sběru ovoce velké poptávce po pracovních silách.
Neopomenutelné jsou také úspěchy tonžských sportovců především v ragby. V několika velkých a slavných klubech na Novém Zélandu působí mnoho ragbistů z Tongy a jsou velmi populární. Národní tým Ikale Tahi, neboli „Mořští orli“, je tvrdým soupeřem v soutěži Pacific Nations cup, kde hrají proti reprezentačním skupinám Japonska, Samoy, Fidži a juniorskému reprezentačnímu teamu Nového Zélandu Junior All Black.